# Ischi von König
Ischi von König, eigentlicher Name Ilse Ottonie Marie-Anne Freiin von König (* 8. November 1891 in Berlin; † 16. Oktober 1973 in Hannover) war eine deutsche Malerin.

## Leben
Ischi von König war die Tochter des Generalmajors Wilhelm Freiherr von König (* 1857; † 1929) und dessen Ehefrau Else Ida Josephine von Joeden-Koniecpolska (* 1869; † 1959), Tochter des Oberleutnants d. R. Hermann von Joeden (* 1837; † 1910) und seiner ersten Ehefrau Ida Brauns (* 1840; † 1876). Geboren wurde sie in der elterlichen Wohnung in Alt-Moabit 21. Sie hatte mehrere Geschwister. In ihrem 6. Lebensjahr wurde sie taub. Als junge Frau wohnte sie seit 1901 im Hause einer Tante in Hannover. Der Maler Leo von König war ihr Onkel.
Ilse von König war zunächst Schülerin der Maler Ernst Pasqual Jordan und Rudolf Weber, ab 1909 dann ihres Onkels Leo von König in Berlin. In Hannover betrieb sie anfangs ein gemeinsames Atelier mit Friedrich Hans Koken, später ein eigenes im Stadtteil Kleefeld.
Ischi von König war Mitglied der deutsch-österreichischen Künstlervereinigung GEDOK und unternahm Studienreisen nach Skandinavien, Frankreich, Spanien und Italien. Mitte der 1930er Jahre unternahm sie eine Schiffsreise nach China und Ostasien. In der Zeit des Nationalsozialismus war sie Mitglied der Reichskammer der bildenden Künste. Für diese Zeit ist ihre Teilnahme an neun großen Ausstellungen sicher belegt.
Ischi von König malte vor allem Ölgemälde und Aquarelle im Duktus des späten Impressionismus. 1951 fand in Krefeld eine große Ausstellung mit ihren Werken statt.

## Werke

### Schriften
1968 gab Ischi von König im Selbstverlag eine Monographie mit 28 Illustrationen ihrer Werke heraus. Werner Schumann schrieb dazu eine Einleitung.

## Genealogie
- Familie Friedrich Wilhelm von König-Lochtum und Else von Joeden, In: Gothaisches Genealogisches Taschenbuch der Freiherrlichen Häuser 1901. 51. Jahrgang, Justus Perthes, Gotha 1900, S. 379.
- Hans Friedrich von Ehrenkrook, Carola von Ehrenkrook, Friedrich Wilhelm Euler, Walter von Hueck. Et. al.: Genealogisches Handbuch der Freiherrlichen Häuser. B (Briefadel). 1957. Band II, Band 16 der Gesamtreihe GHdA, Hrsg. Deutsches Adelsarchiv, C. A. Starke, Glücksburg/Ostsee 1957, S. 221 f.